# 樋口進 (神学者)
樋口 進（ひぐち すすむ、1945年4月10日 - ）は、日本の神学者。関西学院大学教授などを経て、神戸教育短期大学院長。

## 経歴
朝鮮、全羅北道全州生まれ。
関西学院大学経済学部卒業、同大学院神学研究科博士課程単位取得満期退学。
日本基督教団室町教会牧師を経て、関西学院大学キリスト教と文化研究センター教授、関西学院宗教センター宗教主事。
2014年「古代イスラエル預言者の特質 伝承史的・社会史的研究」で関西学院大学博士（神学）。

## 著書
- 『旧約聖書は何を語るか 旧約思想入門』（新教出版社） 1997年
- 『よくわかる旧約聖書の歴史』（日本基督教団出版局） 2001年
- 『預言者は何を語るか』（新教出版社） 2005年
- 『古代イスラエル預言者の特質 伝承史的・社会史的研究』（新教出版社 関西学院大学研究叢書） 2013年
- 『最も大切なもの 若人たちへのチャペル・メッセージ集』（新教出版社） 2013年

### 編著・監修
- 『聖典と現代社会の諸問題 聖典の現代的解釈と提言』（関西学院大学キリスト教と文化研究センター編、編著、キリスト新聞社） 2011年
- 『自然の問題と聖典 人間の自然とのよりよい関係を求めて』（関西学院大学キリスト教と文化研究センター編、編著、キリスト新聞社） 2013年
- 『総説旧約聖書 新版』（池田裕, 大島力, 山我哲雄共監修、日本キリスト教団出版局） 2007年
- 『聖書学用語辞典』（中野実共監修、日本キリスト教団出版局） 2008年

## 翻訳
- 『イスラエル史』（M・ノート、日本基督教団出版局） 1983年
- 『旧約聖書と伝承史』（W・E・ラスト、教文館、聖書の研究シリーズ） 1987年
- 『イザヤ書』（J・F・A・ソーヤー、新教出版社、デイリー・スタディー・バイブル） 1988年 - 1995年
- 『旧約預言の歴史 カナン定着からヘレニズム時代まで』（J・ブレンキンソップ、教文館） 1997年
- 『旧約聖書神学要綱』（W・ツィンマリ、日本基督教団出版局） 2000年
- 『よくわかるイスラエル史 アブラハムからバル・コクバまで』（S・ヘルマン, W・クライバー、教文館） 2003年